# Кольбушова (гміна)
Гміна Кольбушова (пол. Gmina Kolbuszowa) — місько-сільська гміна у східній Польщі. Належить до Кольбушовського повіту Підкарпатського воєводства.
Станом на 31 грудня 2011 у гміні мешкало 25062 особи.

## Територія
Згідно з даними за 2007 рік площа гміни становила 170.59 км², у тому числі:
- орні землі: 68.00%
- ліси: 22.00%

Таким чином, площа гміни становить 22.04% площі повіту.

### Склад
Крім міста Кольбушова, до складу гміни Кольбушова входять такі села та поселення: Бжезувка, Буковець, Доматкув, Гута Пшедборська, Клапувка, Кольбушова-Дольна, Кольбушова-Гурна, Купно, Нова Весь, Поремби Купенські, Пшедбуж, Сьверчув, Вериня, Віделка та Зарембки.

## Населення
Станом на 31 грудня 2011:
| Опис     | Загалом | Загалом | Чоловіки | Чоловіки | Жінки | Жінки |
| -------- | ------- | ------- | -------- | -------- | ----- | ----- |
| одиниця  | осіб    | %       | осіб     | %        | осіб  | %     |
| все      | 25062   | 100     | 12263    | 48.93    | 12799 | 51.07 |
| міське   | 9391    | 100     | 4570     | 48.66    | 4821  | 51.34 |
| сільське | 15671   | 100     | 7693     | 49.09    | 7978  | 50.91 |

## Сусідні гміни
Гміна Кольбушова межує з такими гмінами: Глогув-Малопольський, Дзіковець, Нівіська, Раніжув, Свільча, Сендзішув-Малопольський, Цмоляс.

## Міста-партнери
- Кам’янець-Подільський[4]